# Sái Nghĩa Giang
Sái Nghĩa Giang (giản thể: 蔡义江; phồn thể: 蔡義江; bính âm: Cài Yì jiāng) là nhà chính trị và nhà Hồng học nổi tiếng của Trung Quốc.

## Tiểu sử
Sái Nghĩa Giang sinh năm 1934 tại Ninh Ba, Chiết Giang, tốt nghiệp khoa Trung văn Học viện sư phạm Chiết Giang (nay là Đại học Chiết Giang), sau khi tốt nghiệp được giữ lại làm giáo sư. Năm 1978 đến Bắc Kinh công tác, sáng lập Hồng lâu mộng học san và dự kiến thành lập Hội Hồng học. Từ năm 1986 đảm nhiệm thường uỷ trung ương Uỷ ban cách mạng Quốc dân đảng Trung Quốc (Trung Quốc Quốc dân đảng cách mạng uỷ viên hội), bộ trưởng Bộ tuyên truyền của Trung Quốc.
Sái Nghĩa Giang từng đảm nhiệm các chức vụ: đại biểu Đại hội đại biểu Nhân dân toàn quốc, uỷ viên Chính hiệp toàn quốc, phó hội trưởng Hội Hồng học Trung Quốc.

## Tác phẩm
- Hồng lâu mộng thị chẩm dạng tả thành đích
- Hồng lâu mộng thi từ khúc phú bình chú
- Sái Nghĩa Giang luận Hồng lâu mộng
- Hồng lâu mộng hiệu chú, Nhà xuất bản văn nghệ Chiết Giang
- Luận Hồng lâu mộng dật cảo